# Мазур Микола Вікторович

Мазур Микола Вікторович (* 18 червня 1982) — суддя Верховного Суду, кандидат юридичних наук, доцент, старший науковий співробітник.

## Біографія
Народився 18 червня 1982 року в місті Золоте Луганської області. У 1997 році закінчив 9 класів Золотівської середньої школи, у 1999 році із золотою медаллю закінчив Луганський правовий ліцей, у 2003 році — слідчо-криміналістичний факультет Луганської академії внутрішніх справ МВС імені 10-річчя незалежності України, отримавши диплом із відзнакою.
Із 2005 року — викладач кафедри теорії та історії держави та права Луганської академії внутрішніх справ МВС імені 10-річчя незалежності України, із 2009 року — доцент цієї кафедри.

У 2009 році захистив дисертацію на здобуття наукового ступеня кандидата юридичних наук за спеціальністю 12.00.02. Тема дисертації: «Акти органів судової влади як джерело конституційного права України».
Із травня 2012 до травня 2017 року — суддя Попаснянського районного суду Луганської області.
Із 11 листопада 2017 року — суддя Касаційного кримінального суду Верховного Суду України.